# Чемпіонат світу з футболу 2002
Чемпіонат світу з футболу 2002 — 17-й чемпіонат світу. Проводився з 31 травня по 30 червня 2002 року на стадіонах Японії та Південної Кореї.
Вперше чемпіонат світу проводився на теренах Азії та вперше — одночасно у двох країнах. Рішення про вибір місця чемпіонату світу ухвалено ФІФА в Цюриху в травні 1996. Від початку на проведення турніру претендували лише 2 країни — Японія та Південна Корея. Але 31 травня 1996, щоб не погіршувати й без того напружені відносини між двома країнами, конгрес ФІФА вирішив об'єднати дві заявки. Попри якісну організацію чемпіонату світу 2002 року, ФІФА заявило, що більше не буде практикувати проведення чемпіонатів світу в кількох країнах.

## Кваліфікація
Всього в турнірі брали участь 32 футбольні збірні, які кваліфікувалися зі 198 країн. Автоматично на турнірі отримали місце збірні Японії та Південної Кореї як країни-господарі чемпіонату та Франція як переможець попередньої гонитви за світове золото.
Чотири футбольні збірні виступили на чемпіонаті дебютантами. Це  Словенія,  Китай,  Сенегал, а також  Еквадор.
Представники Австралії та Океанії не пройшли до фінальної частини турніру.
| Європа (15 збірних) - Англія - Бельгія - Німеччина - Данія - Ірландія - Іспанія - Італія - Польща - Португалія - Росія - Словенія - Туреччина - Франція - Хорватія - Швеція Азія (4 збірні) - Китай - Саудівська Аравія - Південна Корея - Японія | Африка (5 збірних) - Камерун - Нігерія - Сенегал - Туніс - ПАР Північна Америка (3 збірні) - Коста-Рика - Мексика - США Південна Америка (5 збірних) - Аргентина - Бразилія - Парагвай - Уругвай - Еквадор |

## Груповий етап

### Група A
| Поз | Команда | І | В | Н | П | ГЗ | ГП | РГ | О | Кваліфікація      |
| --- | ------- | - | - | - | - | -- | -- | -- | - | ----------------- |
| 1   | Данія   | 3 | 2 | 1 | 0 | 5  | 2  | +3 | 7 | Прохід до плей-оф |
| 2   | Сенегал | 3 | 1 | 2 | 0 | 5  | 4  | +1 | 5 | Прохід до плей-оф |
| 3   | Уругвай | 3 | 0 | 2 | 1 | 4  | 5  | −1 | 2 |                   |
| 4   | Франція | 3 | 0 | 1 | 2 | 0  | 3  | −3 | 1 |                   |

| 31 травня 2002 20:30 |

| Франція | 0–1      | Сенегал       |
| ------- | -------- | ------------- |
|         | Протокол | Буба Діоп 30' |

| Стадіон Кубка світу, Сеул Глядачів: 62,561 Арбітр: Алі Буджсаїм (ОАЕ) |

| 1 червня 2002 18:00 |

| Уругвай      | 1–2      | Данія             |
| ------------ | -------- | ----------------- |
| Родрігес 47' | Протокол | Томассон 45', 83' |

| Ульсан Мунсу, Ульсан Глядачів: 30,157 Арбітр: Саад Мане (Кувейт) |

| 6 червня 2002 15:30 |

| Данія               | 1–1      | Сенегал  |
| ------------------- | -------- | -------- |
| Томассон 16' (пен.) | Протокол | Діао 52' |

| Тегу, Тегу Глядачів: 43,500 Арбітр: Карлос Батрес (Гватемала) |

| 6 червня 2002 20:30 |

| Франція | 0–0      | Уругвай |
| ------- | -------- | ------- |
|         | Протокол |         |

| Головний стадіон Азіади, Пусан Глядачів: 38,289 Арбітр: Феліпе Рамос (Мексика) |

| 11 червня 2002 15:30 |

| Данія                      | 2–0      | Франція |
| -------------------------- | -------- | ------- |
| Роммедаль 22' Томассон 67' | Протокол |         |

| Інчхон Мунхак, Інчхон Глядачів: 48,100 Арбітр: Вітор Мелу Перейра (Португалія) |

| 11 червня 2002 15:30 |

| Сенегал                              | 3–3      | Уругвай                                  |
| ------------------------------------ | -------- | ---------------------------------------- |
| Фадіга 20' (пен.) Буба Діоп 26', 38' | Протокол | Моралес 46' Форлан 69' Рекоба 88' (пен.) |

| Стадіон Кубка світу, Сувон Глядачів: 33,681 Арбітр: Ян Вегереф (Нідерланди) |

### Група B
| Поз | Команда  | І | В | Н | П | ГЗ | ГП | РГ | О | Кваліфікація     |
| --- | -------- | - | - | - | - | -- | -- | -- | - | ---------------- |
| 1   | Іспанія  | 3 | 3 | 0 | 0 | 9  | 4  | +5 | 9 | Вихід до плей-оф |
| 2   | Парагвай | 3 | 1 | 1 | 1 | 6  | 6  | 0  | 4 | Вихід до плей-оф |
| 3   | ПАР      | 3 | 1 | 1 | 1 | 5  | 5  | 0  | 4 |                  |
| 4   | Словенія | 3 | 0 | 0 | 3 | 2  | 7  | −5 | 0 |                  |

| 2 червня 2002 16:30 |

| Парагвай                | 2–2      | ПАР                                |
| ----------------------- | -------- | ---------------------------------- |
| Санта-Крус 39' Арсе 55' | Протокол | Т. Мокоена 63' Форчун 90+1' (пен.) |

| Головний стадіон Азіади, Пусан Глядачів: 25,186 Арбітр: Любош Міхель (Словаччина) |

| 2 червня 2002 20:30 |

| Іспанія                               | 3–1      | Словенія      |
| ------------------------------------- | -------- | ------------- |
| Рауль 44' Валерон 74' Єрро 88' (пен.) | Протокол | Цимиротич 82' |

| Стадіон Кубка світу, Кванджу Глядачів: 28,598 Арбітр: Мохамед Геззаз (Марокко) |

| 7 червня 2002 18:00 |

| Іспанія                            | 3–1      | Парагвай        |
| ---------------------------------- | -------- | --------------- |
| Мор'єнтес 53', 69' Єрро 83' (пен.) | Протокол | Пуйоль 10' (аг) |

| Стадіон Кубка світу, Чонджу Глядачів: 24,000 Арбітр: Джамаль Аль-Гандур (Єгипет) |

| 8 червня 2002 15:30 |

| ПАР        | 1–0      | Словенія |
| ---------- | -------- | -------- |
| Номвете 4' | Протокол |          |

| Тегу, Тегу Глядачів: 47,226 Арбітр: Анхель Санчес (Аргентина) |

| 12 червня 2002 20:30 |

| ПАР                     | 2–3      | Іспанія                      |
| ----------------------- | -------- | ---------------------------- |
| Маккарті 31' Радебе 53' | Протокол | Рауль 4', 56' Мендьєта 45+1' |

| Стадіон Кубка світу, Теджон Глядачів: 31,024 Арбітр: Саад Мане (Кувейт) |

| 12 червня 2002 20:30 |

| Словенія       | 1–3      | Парагвай                   |
| -------------- | -------- | -------------------------- |
| Ачимович 45+1' | Протокол | Куевас 65', 84' Кампос 73' |

| Стадіон Кубка світу, Соґвіпхо Глядачів: 30,176 Арбітр: Феліпе Рамос (Мексика) |

### Група C
| Поз | Команда    | І | В | Н | П | ГЗ | ГП | РГ | О | Кваліфікація     |
| --- | ---------- | - | - | - | - | -- | -- | -- | - | ---------------- |
| 1   | Бразилія   | 3 | 3 | 0 | 0 | 11 | 3  | +8 | 9 | Вихід до плей-оф |
| 2   | Туреччина  | 3 | 1 | 1 | 1 | 5  | 3  | +2 | 4 | Вихід до плей-оф |
| 3   | Коста-Рика | 3 | 1 | 1 | 1 | 5  | 6  | −1 | 4 |                  |
| 4   | КНР        | 3 | 0 | 0 | 3 | 0  | 9  | −9 | 0 |                  |

| 3 червня 2002 18:00 |

| Бразилія                       | 2–1      | Туреччина       |
| ------------------------------ | -------- | --------------- |
| Роналду 50' Рівалдо 87' (пен.) | Протокол | Хасан Шаш 45+2' |

| Ульсан Мунсу, Ульсан Глядачів: 33,842 Арбітр: Кім Йон Джу (Південна Корея) |

| 4 червня 2002 15:30 |

| КНР | 0–2      | Коста-Рика         |
| --- | -------- | ------------------ |
|     | Протокол | Гомес 61' Райт 65' |

| Стадіон Кубка світу, Кванджу Глядачів: 27,217 Арбітр: Кирос Вассарас (Греція) |

| 8 червня 2002 20:30 |

| Бразилія                                                         | 4–0      | КНР |
| ---------------------------------------------------------------- | -------- | --- |
| Роберто Карлос 15' Рівалдо 32' Роналдінью 45' (пен.) Роналду 55' | Протокол |     |

| Стадіон Кубка світу, Соґвіпхо Глядачів: 36,750 Арбітр: Андерс Фріск (Швеція) |

| 9 червня 2002 18:00 |

| Коста-Рика | 1–1      | Туреччина |
| ---------- | -------- | --------- |
| Паркс 86'  | Протокол | Емре 56'  |

| Інчхон Мунхак, Інчхон Глядачів: 42,299 Арбітр: Коффі Коджія (Бенін) |

| 13 червня 2002 15:30 |

| Коста-Рика            | 2–5      | Бразилія                                             |
| --------------------- | -------- | ---------------------------------------------------- |
| Ванчопе 39' Гомес 56' | Протокол | Роналду 10', 13' Едмілсон 38' Рівалдо 62' Жуніор 64' |

| Стадіон Кубка світу, Сувон Глядачів: 38,524 Арбітр: Джамаль Аль-Гандур (Єгипет) |

| 13 червня 2002 15:30 |

| Туреччина                         | 3–0      | КНР |
| --------------------------------- | -------- | --- |
| Хасан Шаш 6' Бюлент 9' Давала 85' | Протокол |     |

| Стадіон Кубка світу, Сеул Глядачів: 43,605 Арбітр: Óscar Ruiz (Колумбія) |

### Група D
| Поз | Команда            | І | В | Н | П | ГЗ | ГП | РГ | О | Кваліфікація      |
| --- | ------------------ | - | - | - | - | -- | -- | -- | - | ----------------- |
| 1   | Південна Корея (H) | 3 | 2 | 1 | 0 | 4  | 1  | +3 | 7 | Прохід до плей-оф |
| 2   | США                | 3 | 1 | 1 | 1 | 5  | 6  | −1 | 4 | Прохід до плей-оф |
| 3   | Португалія         | 3 | 1 | 0 | 2 | 6  | 4  | +2 | 3 |                   |
| 4   | Польща             | 3 | 1 | 0 | 2 | 3  | 7  | −4 | 3 |                   |

| 4 червня 2002 20:30 |

| Південна Корея                   | 2–0      | Польща |
| -------------------------------- | -------- | ------ |
| Хван Сон Хон 26' Ю Сан Чхоль 53' | Протокол |        |

| Головний стадіон Азіади, Пусан Глядачів: 48,760 Арбітр: Оскар Руїс (Колумбія) |

| 5 червня 2002 18:00 |

| США                                       | 3–2      | Португалія              |
| ----------------------------------------- | -------- | ----------------------- |
| О'Браєн 4' Ж. Кошта 29' (аг) Макбрайд 36' | Протокол | Бету 39' Ейгус 71' (аг) |

| Стадіон Кубка світу, Сувон Глядачів: 37,306 Арбітр: Байрон Морено (Еквадор) |

| 10 червня 2002 15:30 |

| Південна Корея   | 1–1      | США        |
| ---------------- | -------- | ---------- |
| Ан Джон Хван 78' | Протокол | Mathis 24' |

| Тегу, Тегу Глядачів: 60,778 Арбітр: Урс Маєр (Швейцарія) |

| 10 червня 2002 20:30 |

| Португалія                          | 4–0      | Польща |
| ----------------------------------- | -------- | ------ |
| Паулета 14', 65', 77' Руй Кошта 88' | Протокол |        |

| Стадіон Кубка світу, Чонджу Глядачів: 31,000 Арбітр: Г'ю Даллас (Шотландія) |

| 14 червня 2002 20:30 |

| Португалія | 0–1      | Південна Корея |
| ---------- | -------- | -------------- |
|            | Протокол | Пак Чі Сон 70' |

| Інчхон Мунхак, Інчхон Глядачів: 50,239 Арбітр: Анхель Санчес (Аргентина) |

| 14 червня 2002 20:30 |

| Польща                                  | 3–1      | США         |
| --------------------------------------- | -------- | ----------- |
| Олісадебе 3' Кришалович 5' Жевлаков 66' | Протокол | Донован 83' |

| Стадіон Кубка світу, Теджон Глядачів: 26,482 Арбітр: Лу Цзюнь (Китай) |

### Група E
| Поз | Команда           | І | В | Н | П | ГЗ | ГП | РГ  | О | Кваліфікація      |
| --- | ----------------- | - | - | - | - | -- | -- | --- | - | ----------------- |
| 1   | Німеччина         | 3 | 2 | 1 | 0 | 11 | 1  | +10 | 7 | Прохід до плей-оф |
| 2   | Ірландія          | 3 | 1 | 2 | 0 | 5  | 2  | +3  | 5 | Прохід до плей-оф |
| 3   | Камерун           | 3 | 1 | 1 | 1 | 2  | 3  | −1  | 4 |                   |
| 4   | Саудівська Аравія | 3 | 0 | 0 | 3 | 0  | 12 | −12 | 0 |                   |

| 1 червня 2002 15:30 |

| Ірландія    | 1–1      | Камерун   |
| ----------- | -------- | --------- |
| Голланд 52' | Протокол | Мбома 39' |

| Ніїґата, Ніїґата Глядачів: 33,679 Арбітр: Камікава Тору (Японія) |

| 1 червня 2002 20:30 |

| Німеччина                                                                      | 8–0      | Саудівська Аравія |
| ------------------------------------------------------------------------------ | -------- | ----------------- |
| Клозе 20', 25', 70' Баллак 40' Янкер 45+1' Лінке 73' Біргофф 84' Шнайдер 90+1' | Протокол |                   |

| Саппоро Доум, Саппоро Глядачів: 32,218 Арбітр: Убальдо Акіно (Парагвай) |

| 5 червня 2002 20:30 |

| Німеччина | 1–1      | Ірландія        |
| --------- | -------- | --------------- |
| Клозе 19' | Протокол | Роббі Кін 90+2' |

| Касіма, Ібаракі Глядачів: 35,854 Арбітр: Кім Мільтон Нільсен (Данія) |

| 6 червня 2002 18:00 |

| Камерун   | 1–0      | Саудівська Аравія |
| --------- | -------- | ----------------- |
| Ето'о 66' | Протокол |                   |

| Сайтама 2002, Сайтама Глядачів: 52,328 Арбітр: Тер'є Хауге (Норвегія) |

| 11 червня 2002 20:30 |

| Камерун | 0–2      | Німеччина          |
| ------- | -------- | ------------------ |
|         | Протокол | Боде 50' Клозе 79' |

| Екопа, Сідзуока Глядачів: 47,085 Арбітр: Антоніо Хесус Лопес Ньєто (Іспанія) |

| 11 червня 2002 20:30 |

| Саудівська Аравія | 0–3      | Ірландія                       |
| ----------------- | -------- | ------------------------------ |
|                   | Протокол | Роббі Кін 7' Брін 61' Дафф 87' |

| Міжнародний стадіон, Йокогама Глядачів: 65,320 Арбітр: Фалла Ндоє (Сенегал) |

### Група F
| Поз | Команда   | І | В | Н | П | ГЗ | ГП | РГ | О | Кваліфікація      |
| --- | --------- | - | - | - | - | -- | -- | -- | - | ----------------- |
| 1   | Швеція    | 3 | 1 | 2 | 0 | 4  | 3  | +1 | 5 | Прохід до плей-оф |
| 2   | Англія    | 3 | 1 | 2 | 0 | 2  | 1  | +1 | 5 | Прохід до плей-оф |
| 3   | Аргентина | 3 | 1 | 1 | 1 | 2  | 2  | 0  | 4 |                   |
| 4   | Нігерія   | 3 | 0 | 1 | 2 | 1  | 3  | −2 | 1 |                   |

| 2 червня 2002 14:30 |

| Аргентина     | 1–0      | Нігерія |
| ------------- | -------- | ------- |
| Батістута 63' | Протокол |         |

| Касіма, Ібаракі Глядачів: 34,050 Арбітр: Жиль Вессьєр (Франція) |

| 2 червня 2002 18:30 |

| Англія       | 1–1      | Швеція             |
| ------------ | -------- | ------------------ |
| Кемпбелл 24' | Протокол | Александерссон 59' |

| Сайтама 2002, Сайтама Глядачів: 52,721 Арбітр: Карлос Сімон (Бразилія) |

| 7 червня 2002 15:30 |

| Швеція                  | 2–1      | Нігерія     |
| ----------------------- | -------- | ----------- |
| Ларссон 35', 63' (пен.) | Протокол | Агахова 27' |

| Кобе Вінг, Кобе Глядачів: 36,194 Арбітр: Рене Ортубе (Болівія) |

| 7 червня 2002 20:30 |

| Аргентина | 0–1      | Англія            |
| --------- | -------- | ----------------- |
|           | Протокол | Бекхем 44' (пен.) |

| Саппоро Доум, Саппоро Глядачів: 35,927 Арбітр: П'єрлуїджі Колліна (Італія) |

| 12 червня 2002 15:30 |

| Швеція          | 1–1      | Аргентина  |
| --------------- | -------- | ---------- |
| А. Свенссон 59' | Протокол | Креспо 88' |

| Міяґі, Міяґі Глядачів: 45,777 Арбітр: Алі Буджсаїм (ОАЕ) |

| 12 червня 2002 15:30 |

| Нігерія | 0–0      | Англія |
| ------- | -------- | ------ |
|         | Протокол |        |

| Нагаї, Осака Глядачів: 44,864 Арбітр: Браян Голл (США) |

### Група G
| Поз | Команда  | І | В | Н | П | ГЗ | ГП | РГ | О | Кваліфікація      |
| --- | -------- | - | - | - | - | -- | -- | -- | - | ----------------- |
| 1   | Мексика  | 3 | 2 | 1 | 0 | 4  | 2  | +2 | 7 | Прохід до плей-оф |
| 2   | Італія   | 3 | 1 | 1 | 1 | 4  | 3  | +1 | 4 | Прохід до плей-оф |
| 3   | Хорватія | 3 | 1 | 0 | 2 | 2  | 3  | −1 | 3 |                   |
| 4   | Еквадор  | 3 | 1 | 0 | 2 | 2  | 4  | −2 | 3 |                   |

| 3 червня 2002 15:30 |

| Хорватія | 0–1      | Мексика           |
| -------- | -------- | ----------------- |
|          | Протокол | Бланко 60' (пен.) |

| Ніїґата, Ніїґата Глядачів: 32,239 Арбітр: Лу Цзюнь (Китай) |

| 3 червня 2002 20:30 |

| Італія        | 2–0      | Еквадор |
| ------------- | -------- | ------- |
| В'єрі 7', 27' | Протокол |         |

| Саппоро Доум, Саппоро Глядачів: 31,081 Арбітр: Браян Голл (США) |

| 8 червня 2002 18:00 |

| Італія    | 1–2      | Хорватія            |
| --------- | -------- | ------------------- |
| В'єрі 55' | Протокол | Олич 73' Рапаїч 76' |

| Касіма, Ібаракі Глядачів: 36,472 Арбітр: Грем Полл (Англія) |

| 9 червня 2002 15:30 |

| Мексика                  | 2–1      | Еквадор     |
| ------------------------ | -------- | ----------- |
| Борхетті 28' Торрадо 57' | Протокол | Дельгадо 5' |

| Міяґі, Міяґі Глядачів: 45,610 Арбітр: Мурад Даамі (Туніс) |

| 13 червня 2002 20:30 |

| Мексика      | 1–1      | Італія         |
| ------------ | -------- | -------------- |
| Борхетті 34' | Протокол | Дель П'єро 85' |

| Оїта Біг Ай, Оїта Глядачів: 39,291 Арбітр: Карлос Сімон (Бразилія) |

| 13 червня 2002 20:30 |

| Еквадор    | 1–0      | Хорватія |
| ---------- | -------- | -------- |
| Мендес 48' | Протокол |          |

| Міжнародний стадіон, Йокогама Глядачів: 65,862 Арбітр: Вільям Маттус (Коста-Рика) |

### Група H
| Поз | Команда    | І | В | Н | П | ГЗ | ГП | РГ | О | Кваліфікація      |
| --- | ---------- | - | - | - | - | -- | -- | -- | - | ----------------- |
| 1   | Японія (H) | 3 | 2 | 1 | 0 | 5  | 2  | +3 | 7 | Прохід до плей-оф |
| 2   | Бельгія    | 3 | 1 | 2 | 0 | 6  | 5  | +1 | 5 | Прохід до плей-оф |
| 3   | Росія      | 3 | 1 | 0 | 2 | 4  | 4  | 0  | 3 |                   |
| 4   | Туніс      | 3 | 0 | 1 | 2 | 1  | 5  | −4 | 1 |                   |

| 4 червня 2002 18:00 JST (UTC+8) |

| Японія                  | 2–2      | Бельгія                         |
| ----------------------- | -------- | ------------------------------- |
| Судзукі 59' Інамото 67' | Протокол | Вільмотс 57' Ван дер Гейден 75' |

| Сайтама 2002, Сайтама Глядачів: 55,256 Арбітр: Вільям Маттус (Коста-Рика) |

| 5 червня 2002 15:30 JST (UTC+8) |

| Росія                       | 2–0      | Туніс |
| --------------------------- | -------- | ----- |
| Титов 59' Карпін 64' (пен.) | Протокол |       |

| Кобе Вінг, Кобе Глядачів: 30,957 Арбітр: Пітер Прендергаст (Ямайка) |

| 9 червня 2002 20:30 JST (UTC+8) |

| Японія      | 1–0      | Росія |
| ----------- | -------- | ----- |
| Інамото 51' | Протокол |       |

| Міжнародний стадіон, Йокогама Глядачів: 66,108 Арбітр: Маркус Мерк (Німеччина) |

| 10 червня 2002 18:00 JST (UTC+8) |

| Туніс      | 1–1      | Бельгія      |
| ---------- | -------- | ------------ |
| Бузаєн 17' | Протокол | Вільмотс 13' |

| Оїта Біг Ай, Оїта Глядачів: 39,700 Арбітр: Марк Шилд (Австралія) |

| 14 червня 2002 15:30 JST (UTC+8) |

| Туніс | 0–2      | Японія                     |
| ----- | -------- | -------------------------- |
|       | Протокол | Морісіма 48' Х. Наката 75' |

| Нагаї, Осака Глядачів: 45,213 Арбітр: Жиль Вессьєр (Франція) |

| 14 червня 2002 15:30 JST (UTC+8) |

| Бельгія                        | 3–2      | Росія                    |
| ------------------------------ | -------- | ------------------------ |
| Валем 7' Сонк 78' Вільмотс 82' | Протокол | Бесчастних 52' Сичов 88' |

| Екопа, Фукурой Глядачів: 46,640 Арбітр: Кім Мільтон Нільсен (Данія) |

## Плей-оф
|  | 1/8 фіналу           | 1/8 фіналу           |                      |       | Чвертьфінали       | Чвертьфінали       |                  |                  | Півфінали | Півфінали |  |  | Фінал | Фінал |
|  |                      |                      |                      |       |                    |                    |                  |                  |           |           |  |  |       |       |
|  | 15 червня – Соґвіпхо |                      |                      |       |                    |                    |                  |                  |           |           |  |  |       |       |
|  |                      |                      |                      |       |                    |                    |                  |                  |           |           |  |  |       |       |
|  | Німеччина            | 1                    |                      |       |                    |                    |                  |                  |           |           |  |  |       |       |
|  | Німеччина            | 1                    | 21 червня – Ульсан   |       |                    |                    |                  |                  |           |           |  |  |       |       |
|  | Парагвай             | 0                    |                      |       |                    |                    |                  |                  |           |           |  |  |       |       |
|  | Парагвай             | 0                    | Німеччина            | 1     |                    |                    |                  |                  |           |           |  |  |       |       |
|  | 17 червня – Чонджу   |                      | Німеччина            | 1     |                    |                    |                  |                  |           |           |  |  |       |       |
|  |                      | США                  | 0                    |       |                    |                    |                  |                  |           |           |  |  |       |       |
|  | Мексика              | США                  | 0                    | 0     |                    |                    |                  |                  |           |           |  |  |       |       |
|  | Мексика              |                      | 25 червня – Сеул     | 0     |                    |                    |                  |                  |           |           |  |  |       |       |
|  | США                  | 2                    |                      |       |                    |                    |                  |                  |           |           |  |  |       |       |
|  | США                  | 2                    | Німеччина            | 1     |                    |                    |                  |                  |           |           |  |  |       |       |
|  | 16 червня – Сувон    |                      | Німеччина            | 1     |                    |                    |                  |                  |           |           |  |  |       |       |
|  |                      | Південна Корея       | 0                    |       |                    |                    |                  |                  |           |           |  |  |       |       |
|  | Іспанія (пен. )      | Південна Корея       | 0                    | 1 (3) |                    |                    |                  |                  |           |           |  |  |       |       |
|  | Іспанія (пен. )      | 22 червня – Кванджу  |                      | 1 (3) |                    |                    |                  |                  |           |           |  |  |       |       |
|  | Ірландія             | 1 (2)                |                      |       |                    |                    |                  |                  |           |           |  |  |       |       |
|  | Ірландія             | 1 (2)                | Іспанія              | 0 (3) |                    |                    |                  |                  |           |           |  |  |       |       |
|  | 18 червня – Теджон   |                      | Іспанія              | 0 (3) |                    |                    |                  |                  |           |           |  |  |       |       |
|  |                      | Південна Корея пен.  | 0 (5)                |       |                    |                    |                  |                  |           |           |  |  |       |       |
|  | Південна Корея (зг)  | Південна Корея пен.  | 0 (5)                | 2     |                    |                    |                  |                  |           |           |  |  |       |       |
|  | Південна Корея (зг)  |                      | 30 червня – Йокогама | 2     |                    |                    |                  |                  |           |           |  |  |       |       |
|  | Італія               | 1                    |                      |       |                    |                    |                  |                  |           |           |  |  |       |       |
|  | Італія               | 1                    | Німеччина            | 0     |                    |                    |                  |                  |           |           |  |  |       |       |
|  | 15 червня – Ніїґата  |                      | Німеччина            | 0     |                    |                    |                  |                  |           |           |  |  |       |       |
|  |                      | Бразилія             | 2                    |       |                    |                    |                  |                  |           |           |  |  |       |       |
|  | Данія                | Бразилія             | 2                    | 0     |                    |                    |                  |                  |           |           |  |  |       |       |
|  | Данія                | 21 червня – Сідзуока |                      | 0     |                    |                    |                  |                  |           |           |  |  |       |       |
|  | Англія               | 3                    |                      |       |                    |                    |                  |                  |           |           |  |  |       |       |
|  | Англія               | 3                    | Англія               | 1     |                    |                    |                  |                  |           |           |  |  |       |       |
|  | 17 червня – Ноевір   |                      | Англія               | 1     |                    |                    |                  |                  |           |           |  |  |       |       |
|  |                      | Бразилія             | 2                    |       |                    |                    |                  |                  |           |           |  |  |       |       |
|  | Бразилія             | Бразилія             | 2                    | 2     |                    |                    |                  |                  |           |           |  |  |       |       |
|  | Бразилія             |                      | 26 червня – Сайтама  | 2     |                    |                    |                  |                  |           |           |  |  |       |       |
|  | Бельгія              | 0                    |                      |       |                    |                    |                  |                  |           |           |  |  |       |       |
|  | Бельгія              | 0                    | Бразилія             | 1     |                    |                    |                  |                  |           |           |  |  |       |       |
|  | 16 червня – Оїта     |                      | Бразилія             | 1     |                    |                    |                  |                  |           |           |  |  |       |       |
|  |                      | Туреччина            | 0                    |       | Гра за третє місце | Гра за третє місце |                  |                  |           |           |  |  |       |       |
|  | Швеція               | Туреччина            | 0                    | 1     | Гра за третє місце | Гра за третє місце |                  |                  |           |           |  |  |       |       |
|  | Швеція               | 22 червня – Осака    | 22 червня – Осака    | 1     |                    |                    | 29 червня – Тегу | 29 червня – Тегу |           |           |  |  |       |       |
|  | Сенегал (зг)         | 22 червня – Осака    | 22 червня – Осака    | 2     |                    |                    | 29 червня – Тегу | 29 червня – Тегу |           |           |  |  |       |       |
|  | Сенегал (зг)         | Сенегал              | 0                    | 2     | Південна Корея     | 2                  |                  |                  |           |           |  |  |       |       |
|  | 18 червня – Міяґі    | Сенегал              | 0                    |       | Південна Корея     | 2                  |                  |                  |           |           |  |  |       |       |
|  |                      | Туреччина (зг)       | 1                    |       | Туреччина          | 3                  |                  |                  |           |           |  |  |       |       |
|  | Японія               | Туреччина (зг)       | 1                    | 0     | Туреччина          | 3                  |                  |                  |           |           |  |  |       |       |
|  | Японія               |                      |                      | 0     |                    |                    |                  |                  |           |           |  |  |       |       |
|  | Туреччина            | 1                    |                      |       |                    |                    |                  |                  |           |           |  |  |       |       |
|  | Туреччина            | 1                    |                      |       |                    |                    |                  |                  |           |           |  |  |       |       |

### 1/8 фіналу
| 15 червня 2002 15:30 |

| Німеччина    | 1–0      | Парагвай |
| ------------ | -------- | -------- |
| Нойвілль 88' | Протокол |          |

| Стадіон Кубка світу, Соґвіпхо Глядачів: 25,176 Арбітр: Карлос Батрес (Гватемала) |

| 15 червня 2002 20:30 |

| Данія | 0–3      | Англія                          |
| ----- | -------- | ------------------------------- |
|       | Протокол | Фердінанд 5' Оуен 22' Гескі 44' |

| Ніїґата, Ніїґата Глядачів: 40,582 Арбітр: Маркус Мерк (Німеччина) |

| 16 червня 2002 15:30 |

| Швеція      | 1–2      | Сенегал          |
| ----------- | -------- | ---------------- |
| Ларссон 11' | Протокол | Камара 37', 104' |

| Оїта, Оїта Глядачів: 39,747 Арбітр: Убальдо Акіно (Парагвай) |

| 16 червня 2002 20:30 |

| Іспанія                                       | 1–1      | Ірландія                                         |
| --------------------------------------------- | -------- | ------------------------------------------------ |
| Мор'єнтес 8'                                  | Протокол | Роббі Кін 90' (пен.)                             |
|                                               | Пенальті |                                                  |
| Єрро · Бараха · Хуанфран · Валерон · Мендьєта | 3–2      | Роббі Кін · Голланд · Конноллі · Кілбен · Фіннан |

| Стадіон Кубка світу, Сувон Глядачів: 38,926 Арбітр: Андерс Фріск (Швеція) |

| 17 червня 2002 15:30 |

| Мексика | 0–2      | США                     |
| ------- | -------- | ----------------------- |
|         | Протокол | Макбрайд 8' Донован 65' |

| Стадіон Кубка світу, Чонджу Глядачів: 36,380 Арбітр: Вітор Мелу Перейра (Португалія) |

| 17 червня 2002 20:30 |

| Бразилія                | 2–0      | Бельгія |
| ----------------------- | -------- | ------- |
| Рівалдо 67' Роналду 87' | Протокол |         |

| Ноевір, Кобе Глядачів: 40,440 Арбітр: Пітер Прендергаст (Ямайка) |

| 18 червня 2002 15:30 |

| Японія | 0–1      | Туреччина       |
| ------ | -------- | --------------- |
|        | Протокол | Юміт Давала 12' |

| Міяґі, Ріфу Глядачів: 45,666 Арбітр: П'єрлуїджі Колліна (Італія) |

| 18 червня 2002 20:30 |

| Південна Корея                         | 2–1      | Італія      |
| -------------------------------------- | -------- | ----------- |
| - Соль Ґі Хьон 88' - Ан Джон Хван 117' | Протокол | - В'єрі 18' |

| Стадіон Кубка світу, Теджон Глядачів: 38,588 Арбітр: Байрон Морено (Еквадор) |

### Чвертьфінал
| 21 червня 2002 15:30 |

| Англія   | 1–2      | Бразилія                     |
| -------- | -------- | ---------------------------- |
| Оуен 23' | Протокол | Рівалдо 45+2' Роналдінью 50' |

| Екопа, Сідзуока Глядачів: 47,436 Арбітр: Феліпе Рамос (Мексика) |

| 21 червня 2002 20:30 |

| Німеччина  | 1–0      | США |
| ---------- | -------- | --- |
| Баллак 39' | Протокол |     |

| Ульсан, Ульсан Глядачів: 37,337 Арбітр: Г'ю Даллас (Шотландія) |

| 22 червня 2002 15:30 |

| Іспанія                                | 0–0      | Південна Корея                                                        |
| -------------------------------------- | -------- | --------------------------------------------------------------------- |
|                                        | Протокол |                                                                       |
|                                        | Пенальті |                                                                       |
| Єрро · Бараха · Хаві Ернандес · Хоакін | 3–5      | Хван Сон Хон · Пак Чі Сон · Соль Ґі Хьон · Ан Джон Хван · Хон Мьон Бо |

| Стадіон Кубка світу, Кванджу Глядачів: 42,114 Арбітр: Джамаль Аль-Гандур (Єгипет) |

| 22 червня 2002 20:30 |

| Сенегал | 0–1      | Туреччина  |
| ------- | -------- | ---------- |
|         | Протокол | Ільхан 94' |

| Нагаї, Осака Глядачів: 44,233 Арбітр: Оскар Руїс (Колумбія) |

### Півфінал
| 25 червня 2002 20:30 |

| Німеччина  | 1–0      | Південна Корея |
| ---------- | -------- | -------------- |
| Баллак 75' | Протокол |                |

| Стадіон Кубка світу, Сеул Глядачів: 65,256 Арбітр: Урс Маєр (Швейцарія) |

| 26 червня 2002 20:30 |

| Бразилія    | 1–0      | Туреччина |
| ----------- | -------- | --------- |
| Роналду 49' | Протокол |           |

| Сайтама, Сайтама Глядачів: 61,058 Арбітр: Кім Мільтон Нільсен (Данія) |

### Матч за третє місце
| 29 червня 2002 20:00 |

| Південна Корея                   | 2–3      | Туреччина                |
| -------------------------------- | -------- | ------------------------ |
| Лі Иль Йон 9' Сон Джон Гук 90+3' | Протокол | Шюкюр 1' Ільхан 13', 32' |

| Тегу, Тегу Глядачів: 63,483 Арбітр: Саад Мане (Кувейт) |

### Фінал
| 30 червня 2002 20:00 |

| Німеччина | 0–2      | Бразилія         |
| --------- | -------- | ---------------- |
|           | Протокол | Роналду 67', 79' |

| Міжнародний стадіон, Йокогама Глядачів: 69,029 Арбітр: П'єрлуїджі Колліна (Італія) |

### Чемпіон
| Переможець чемпіонату світу з футболу 2002 року: |
| ------------------------------------------------ |
| Бразилія П'ятий титул                            |

## Статистика

### Бомбардири
Найкращим бомбардиром турніру став бразильський нападник Роналду, автор восьми голів. Загалом в іграх турніру 109 різних гравців відзначилися 161 забитим м'ячем, включаючи трьох авторів автоголів. Два з трьох автоголів були забиті в одній грі, що стало першим випадком в історії чемпіонатів світу, коли в одній грі турніру автоголами відзначалися представники обох команд.
Протягом турніру було забито  161 голів у 64 матчах, з середнім показником 2.52 голів за матч.
8 голів
- Роналду[1]

5 голів
- Рівалдо
- Мірослав Клозе

4 голи
- Йон-Даль Томассон
- Крістіан В'єрі

3 голи
- Марк Вільмотс
- Міхаель Баллак
- Роббі Кін
- Паулета
- Фернандо Мор'єнтес
- Рауль
- Папа Буба Діоп
- Генрік Ларссон
- Ільхан Мансиз

2 голи
- Роналдінью
- Рональд Гомес
- Майкл Оуен
- Інамото Дзюніті
- Харед Борхетті
- Нельсон Куевас
- Анрі Камара
- Ан Джон Хван
- Фернандо Єрро
- Юміт Давала
- Хасан Шаш
- Лендон Донован
- Браян Макбрайд

1 гол
- Габрієль Батістута
- Ернан Креспо
- Веслі Сонк
- Петер ван дер Гейден
- Йоган Валем
- Edmílson
- Жуніор
- Роберто Карлос
- Самюель Ето'о
- Патрік Мбома
- Вінстон Паркс
- Пауло Ванчопе
- Маурісіо Райт
- Івиця Олич
- Милан Рапаїч
- Денніс Роммедаль
- Агустін Дельгадо
- Едісон Мендес
- Девід Бекхем
- Сол Кемпбелл
- Ріо Фердінанд
- Еміль Гескі
- Олівер Біргофф
- Марко Боде
- Карстен Янкер
- Томас Лінке
- Олівер Нойвілль
- Бернд Шнайдер
- Алессандро Дель П'єро
- Морісіма Хіроакі
- Наката Хідетосі
- Судзукі Такаюкі
- Куаутемок Бланко
- Херардо Торрадо
- Джуліус Агахова
- Франсіско Арсе
- Хорхе Кампос
- Роке Санта-Крус
- Павел Кришалович
- Еммануель Олісадебе
- Марцин Жевлаков
- Бету
- Руй Кошта
- Гарі Брін
- Дам'єн Дафф
- Метт Голланд
- Володимир Бесчастних
- Валерій Карпін
- Дмитро Сичов
- Єгор Титов
- Саліф Діао
- Халілу Фадіга
- Миленко Ачимович
- Себастьян Цимиротич
- Квінтон Форчун
- Бенні Маккарті
- Тебого Мокоена
- Сіябонга Номвете
- Лукас Радебе
- Хван Сон Хон
- Лі Иль Йон
- Пак Чі Сон
- Соль Ґі Хьон
- Сон Джон Гук
- Ю Сан Чхоль
- Гаїска Мендьєта
- Хуан Карлос Валерон
- Ніклас Александерссон
- Андерс Свенссон
- Рауф Бузаєн
- Емре Белезоглу
- Бюлент Коркмаз
- Хакан Шюкюр
- Клінт Метіс
- Джон О'Браєн
- Дієго Форлан
- Річард Моралес
- Альваро Рекоба
- Даріо Родрігес

1 автогол
- Луїс Марін (у грі проти Бразилії)[1]
- Жорже Кошта (у грі проти США)
- Карлес Пуйоль (у грі проти Парагваю)
- Джефф Ейгус (у грі проти Португалії)

Джерело: ФІФА

### Нагороди
| Golden Boot | Золотий м'яч | Золотий бутс | Золота рукавичка | Премія чесної гри | Найцікавіша команда |
| ----------- | ------------ | ------------ | ---------------- | ----------------- | ------------------- |
| Роналду     | Олівер Кан1  | Олівер Кан   | Лендон Донован   | Бельгія           | Південна Корея      |

1Олівер Кан став першим голкіпером, що виборов Золотий м'яч найкращого гравця турніру в історії Чемпіонату світу з футболу.

### Символічна збірна турніру
| Воротарі                           | Захисники                                                          | Півзахисники                                                | Нападники                                       |
| ---------------------------------- | ------------------------------------------------------------------ | ----------------------------------------------------------- | ----------------------------------------------- |
| Олівер Кан Рюштю Речбер            | Сол Кемпбелл Фернандо Єрро Хон Мьон Бо Алпай Озалан Роберто Карлос | Міхаель Баллак Клаудіо Рейна Рівалдо Роналдінью Ю Сан Чхоль | Ель-Хаджі Діуф Мірослав Клозе Роналду Хасан Шаш |
| Джерело: USA Today, 29 червня 2002 |                                                                    |                                                             |                                                 |

### Розподіл місць
Остаточний розподіл місць відповідно до прогресу на турнірі
| Поз | Груп | Команда           | І | В | Н | П | ГЗ | ГП | РГ  | О  | Результат                      |
| --- | ---- | ----------------- | - | - | - | - | -- | -- | --- | -- | ------------------------------ |
| 1   | C    | Бразилія          | 7 | 7 | 0 | 0 | 18 | 4  | +14 | 21 | 1-ше                           |
| 2   | E    | Німеччина         | 7 | 5 | 1 | 1 | 14 | 3  | +11 | 16 | 2-ге                           |
| 3   | C    | Туреччина         | 7 | 4 | 1 | 2 | 10 | 6  | +4  | 13 | 3-тє                           |
| 4   | D    | Південна Корея    | 7 | 3 | 2 | 2 | 8  | 6  | +2  | 11 | 4-те                           |
| 5   | B    | Іспанія           | 5 | 3 | 2 | 0 | 10 | 5  | +5  | 11 | Вибули на стадії чвертьфіналів |
| 6   | F    | Англія            | 5 | 2 | 2 | 1 | 6  | 3  | +3  | 8  | Вибули на стадії чвертьфіналів |
| 7   | A    | Сенегал           | 5 | 2 | 2 | 1 | 7  | 6  | +1  | 8  | Вибули на стадії чвертьфіналів |
| 8   | D    | США               | 5 | 2 | 1 | 2 | 7  | 7  | 0   | 7  | Вибули на стадії чвертьфіналів |
| 9   | H    | Японія            | 4 | 2 | 1 | 1 | 5  | 3  | +2  | 7  | Вибули на стадії 1/8 фіналів   |
| 10  | A    | Данія             | 4 | 2 | 1 | 1 | 5  | 5  | 0   | 7  | Вибули на стадії 1/8 фіналів   |
| 11  | G    | Мексика           | 4 | 2 | 1 | 1 | 4  | 4  | 0   | 7  | Вибули на стадії 1/8 фіналів   |
| 12  | E    | Ірландія          | 4 | 1 | 3 | 0 | 6  | 3  | +3  | 6  | Вибули на стадії 1/8 фіналів   |
| 13  | F    | Швеція            | 4 | 1 | 2 | 1 | 5  | 5  | 0   | 5  | Вибули на стадії 1/8 фіналів   |
| 14  | H    | Бельгія           | 4 | 1 | 2 | 1 | 6  | 7  | −1  | 5  | Вибули на стадії 1/8 фіналів   |
| 15  | G    | Італія            | 4 | 1 | 1 | 2 | 5  | 5  | 0   | 4  | Вибули на стадії 1/8 фіналів   |
| 16  | B    | Парагвай          | 4 | 1 | 1 | 2 | 6  | 7  | −1  | 4  | Вибули на стадії 1/8 фіналів   |
| 17  | B    | ПАР               | 3 | 1 | 1 | 1 | 5  | 5  | 0   | 4  | Вибули на груповій стадії      |
| 18  | F    | Аргентина         | 3 | 1 | 1 | 1 | 2  | 2  | 0   | 4  | Вибули на груповій стадії      |
| 19  | C    | Коста-Рика        | 3 | 1 | 1 | 1 | 5  | 6  | −1  | 4  | Вибули на груповій стадії      |
| 20  | E    | Камерун           | 3 | 1 | 1 | 1 | 2  | 3  | −1  | 4  | Вибули на груповій стадії      |
| 21  | D    | Португалія        | 3 | 1 | 0 | 2 | 6  | 4  | +2  | 3  | Вибули на груповій стадії      |
| 22  | H    | Росія             | 3 | 1 | 0 | 2 | 4  | 4  | 0   | 3  | Вибули на груповій стадії      |
| 23  | G    | Хорватія          | 3 | 1 | 0 | 2 | 2  | 3  | −1  | 3  | Вибули на груповій стадії      |
| 24  | G    | Еквадор           | 3 | 1 | 0 | 2 | 2  | 4  | −2  | 3  | Вибули на груповій стадії      |
| 25  | D    | Польща            | 3 | 1 | 0 | 2 | 3  | 7  | −4  | 3  | Вибули на груповій стадії      |
| 26  | A    | Уругвай           | 3 | 0 | 2 | 1 | 4  | 5  | −1  | 2  | Вибули на груповій стадії      |
| 27  | F    | Нігерія           | 3 | 0 | 1 | 2 | 1  | 3  | −2  | 1  | Вибули на груповій стадії      |
| 28  | A    | Франція           | 3 | 0 | 1 | 2 | 0  | 3  | −3  | 1  | Вибули на груповій стадії      |
| 29  | H    | Туніс             | 3 | 0 | 1 | 2 | 1  | 5  | −4  | 1  | Вибули на груповій стадії      |
| 30  | B    | Словенія          | 3 | 0 | 0 | 3 | 2  | 7  | −5  | 0  | Вибули на груповій стадії      |
| 31  | C    | КНР               | 3 | 0 | 0 | 3 | 0  | 9  | −9  | 0  | Вибули на груповій стадії      |
| 32  | E    | Саудівська Аравія | 3 | 0 | 0 | 3 | 0  | 12 | −12 | 0  | Вибули на груповій стадії      |